# Куликівський район (Львівська область)
Куликівський район — колишній район Львівської області центром якого було смт. Куликів.

## Історія
10 січня 1940 року Політбюро ЦК КП(б)У на своєму засіданні ухвалила рішення про районний поділ новоутвореної Львівської області, в тому числі про створення Куликівського району із центром у смт. Куликів.  
Однак вже 29 червня 1941 року радянські війська були вимушені з боями залишити селище.  
Радянську владу на території району було відновлено лише 20 липня 1944 року після того, як Червона Армія увійшла в Куликів. 
Куликівський район було ліквідовано у січні 1959 року, а його територія увійшла до складу Нестерівського (тепер Жовківський) і Новояричівського районів.

## Зміни території
Хоча Куликівський район існував недовго, однак його територія зазнала кількох змін. У період німецької окупації замість Куликівського району була утворена менша за територією Куликівська волость, яка входила до складу Жовківського округу Львівського повіту. Куликівський район було відновлено після завершення II світової війни. У 1958 році до складу Куликівського району увійшло місто Дубляни.  
Однак 4 березня 1959 року було реформовано Куликівський район, а його територія була розділена між трьома районами і у підсумку увійшла до складу Несторівського району.

## Куликівський райком КП(б)У
Куликівський райком КП(б)У створений в січні 1940 р., в червні 1941 р. з початком німецько-радянської війни тимчасово припинив діяльність, відновлений в жовтні 1944 р. У жовтні 1952 року його було перейменовано на Куликівський райком КПУ. Свою діяльність припинив у 1959 році в зв’язку з ліквідацією району. Куликівський райком складався з наступних структурних підрозділів: Бюро (загальний відділ), організаційно-інструкторський відділ (з 1949 р. - відділ партійних, профспілкових та комсомольських організацій), сектор партійної статистики, відділ пропаганди i агітації, сільськогосподарський відділ, військовий відділ, відділ по роботі серед жінок, відділ кадрів.

## ДіяльністьОУНтаУПАта складнощі з утвердженням радянської влади
Начальником Куликівського районного відділу НКВД у 1939-1941 рр.  працював Ф. І. Літунов. 
Радянська влада з чималими проблемами утверджувалась на території Куликівського району, часто доводилось долати опір націоналістичного підпілля, яке активно діяло на цій території. Зокрема 22 березня 1945 року в селі Верни радянські війська розбили загін УПА, вбили 40 повстанців. 
Однак попри такі жорсткі дії місцеві селяни не сприймали радянської влади, зокрема у листопаді 1950 року пленум Львівського обкому КПУ відзначив, що у Куликівському районі парткоми та райком не приділяли належної уваги об’єднаним колгоспам, повільно здійснювали заходи із зміцнення МТС, підготовки механізаторів.

## Видатні особистості, пов’язані із Куликівським районом
Уродженцем смт. Куликів є український актор театру і кіно, лауреат Шевченківської премії (1993, за головну роль у виставі «Тев'є-Тевель» за Шолом-Алейхемом), Народний артист УРСР (1980), Народний артист СРСР (1991), Герой України (2011) Богдан Сильвестрович Ступка (27 серпня 1941, смт. Куликів — † 22 липня 2012, Київ)